# Hippolyte Gerbaix de Sonnaz
Pour les articles homonymes, voir Gerbais et Gerbaix.
Pour les autres membres de la famille, voir Famille Gerbais de Sonnaz.
Hippolyte Gerbais de Sonnaz d'Habères (italianisé en Ippolito De Sonnaz (Gerbaix)), né le 31 août 1783, au château d'Habères et mort le 2 août 1871 à Chamoux, est un militaire et homme politique savoyard. Membre de la branche cadette de la famille noble, d'origine savoyarde, Gerbais de Sonnaz, il porte le titre de comte.

## Biographie

### Origines
Joseph Hippolyte Gerbaix de Sonnaz d'Habères naît le 31 août 1783, au château d'Habères. Il est le fils du général-comte Janus Gerbais de Sonnaz (1736-1814), commandant à compter de 1783 de la Brigade de Savoie, royaliste fidèle qui a combattu contre les troupes françaises lors de l’invasion de la Savoie en 1792, et de Christine de Maréchal, fille de Jacques Maréchal, comte de Somont/Saumont,. Sur les six enfants du couple, on peut retenir trois de ses frères : Joseph Marie (1780-1861), militaire de carrière ; le général Hector (1787-1867), militaire et homme politique italien et le général Alphonse (1796-1882),.
Hippolyte Gerbaix de Sonnaz épouse, le 8 avril 1824, en premières noces Jeanne-Françoise de Roberty de Sainte-Hélène,. Cette dernière est la veuve et l'héritière du baron Joseph Graffion de Chamoux,, propriétaire du château de Chamoux.
Il épouse, le 26 juin 1832, en secondes noces Antoinette-Catherine-Sabine-Anna de Vars (morte le 15 décembre 1881),, comtesse de Regard de Clermont. Elle est la fille de Janus de Regard de Clermont de Vars et de Marie-Françoise-Victoire Brossier de la Roullière. Ils ont fils : Ferdinand, officier de cavalerie, mort en 1867, et Joseph-Victor-Frédéric-Marie, comte, mort sans postérité en 1883,.

### Carrière militaire
Hippolyte Gerbaix de Sonnaz est présenté de minorité dans l'ordre de Saint-Jean de Jérusalem.
Il entre au service de l'Autriche à l'âge de 15 ans. Il devient officier au régiment de dragons de l'Archiduc Jean. En 1814, il fait partie des volontaires savoyards, répondant à l'appel de son père pour libérer le duché de Savoie et qui sera à l'origine de la nouvelle Brigade de Savoie,,.
Il est fait comte, par lettres patentes, du 21 mars 1828.
Il rentre officiellement dans l'armée de Sardaigne, devenant lieutenant général en 1834.
Il est nommé général et gouverneur de Nice (succédant à Rodolphe de Maistre) en 1839, puis de la province de Sassari en 1843. Il est ensuite nommé gouverneur général de la division de Novare en (1848), puis général de la division de Turin pendant la Révolution la même année,.

### Carrière politique
Le 5 mars 1854, il est choisi par le collège de Thonon comme représentant de la Savoie au parlement du royaume de Sardaigne à Turin, pour la Ve législature. Quelques mois auparavant, c'était le marquis Costa de Beauregard qui avait obtenu le siège, mais il est retourné occuper celui de Chambéry. Le Général Gerbaix de Sonnaz remporte l'élection face à l'avocat François Bastian. Pour la législature suivante, en novembre 1857, c'est son frère, le général Alphonse Gerbaix de Sonnaz qui lui succède.
Il est nommé syndic de Chamoux en 1850, jusqu'à sa démission en 1857. Il fut le premier maire de Chamoux après l'annexion de 1860.
Hippolyte Gerbaix de Sonnaz meurt le 2 août 1871, à Chamoux,.

## Titre et décorations
Hippolyte Gerbaix de Sonnaz d'Habères a été fait :
- Chevalier (1821), puis Grand Cordon de l'Ordre suprême de la Très Sainte Annonciade
- Grand-croix de l'ordre des Saints-Maurice-et-Lazare
- Chevalier de la Légion d'honneur
- Chevalier de l'ordre de Léopold

### Fonds
- Roger Devos, Archives de la famille de Gerbais de Sonnaz d'Habères, Annecy, Archives départementales de la Haute-Savoie, 1986, 335 p. (ISBN 2-86074-005-8, lire en ligne) (Sommaire disponible sur le site des AD de la Haute-Savoie).